# ملك من تولا

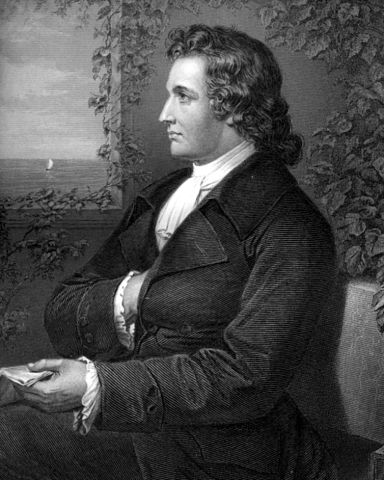
يوهان فولفغانغ فون غوته

ملك من تولا (بالألمانية: Der König in Thule) قصيدة بالاد ألمانية من تأليف الشاعر الألماني يوهان فولفغانغ فون غوته، كتبها في عام 1744. كتب غوته القصيدة بشكل مصطنع ليجعلها تبدو كأنها أغنية شعبية تقليدية. ويرجح أن تكون تاولا هي جزيرة ايسلندا وكان يتعقد الجغرافيون والمؤرخون الإغريق أنها تقع عند نهاية العالم. القصيدة حققت نجاحاً واسعا، وحولت إلى موسيقى من قبل ملحنين كثر من ضمنهم: يوهان فريدرش ريتشاردت في عام 1809، فرانز شوبرت في عام 1816، هيكتور بيرليوز، فرانز ليست في عام 1843 روبرت شومان في عام 1849، هانز فون بولوف.

## وصلات خارجية
- ترجمة عبد الغفار مكاوي، مجلة العربي، العدد 562.
- ملك من تاولا، على ويكي مصدر الألمانية.